# Joseph-Armand Gignoux
Joseph-Armand Gignoux, né à Bordeaux le 22 juillet 1799 et mort le 1er mars 1878 à Beauvais, est un prélat de l’Église catholique romaine.

## Armes
De gueules au pélican avec sa pitié d'argent.

## Distinctions
- Officier de la Légion d'honneur(27 juin 1869)[2]